# LEGO Marvel Super Heroes
LEGO Marvel Super Heroes is een Action-adventure computerspel uit 2013, gebaseerd op het speelgoed van LEGO en de Marvel-personages. 
Het spel werd ontwikkeld door TT Games, en werd in Europa uitgebracht voor iOS, Android, Microsoft Windows, Nintendo DS, Nintendo 3DS, PlayStation 3, PlayStation 4, PlayStation Vita, Wii U, Xbox 360, Xbox One, Nintendo Switch 2021 en OS X.

## Gameplay
Het spel telt in totaal 15 missies, met 12 zij-opdrachten. In totaal zijn er 150 speelbare personages, waaronder Spider-Man, The Hulk, Iron Man, ... Elk personage heeft zijn eigen speciale vaardigheden. Marvel coauteur Stan Lee is in dit spel aanwezig als speelbaar personage. Het personage van Lee heeft alle vaardigheden van de superhelden die hij heeft gecreëerd. Het spel speelt zich af in een Marvel-versie van New York, waar de speler vrij in kan lopen tussen de levels door en als de verhaallijn is voltooid.

## Ontvangst
Het spel werd door de critici positief onthaald. Vooral de humor, gameplay, personages en de vrije-wereld worden als pluspunt beschouwd. 
| Beoordeeld door | Jaar | Platform      | Score  |
| --------------- | ---- | ------------- | ------ |
| IGN             | 2013 | Verschillende | 9/10   |
| Power Unlimited | 2013 | Onbekend      | 82/100 |
| Metacritic      | 201  | Xbox 360      | 80/100 |
| Gamer.nl        | 2014 | PS4           | 8.5/10 |
| Inside Gamer    | 2013 | PS3           | 7/10   |
| Gamespot        | 2013 | PS3           | 7/10   |
| Eurogamer       | 2013 | Xbox 360      | 9/10   |